# Peter van der Hengst
Peter van der Hengst (4 juni 1959) is een Nederlands voormalig voetballer die van 1977 tot 1988 uitkwam voor Ajax, PEC Zwolle en AZ. Hij speelde als aanvaller.

## Carrièrestatistieken
| Seizoen         | Club            | Land            | Competitie      | Competitie | Competitie | Beker | Beker | Internationaal | Internationaal | Overig | Overig | Totaal | Totaal |
| Seizoen         | Club            | Land            | Competitie      | Wed.       | Dlp.       | Wed.  | Dlp.  | Wed.           | Dlp.           | Wed.   | Dlp.   | Wed.   | Dlp.   |
| --------------- | --------------- | --------------- | --------------- | ---------- | ---------- | ----- | ----- | -------------- | -------------- | ------ | ------ | ------ | ------ |
| 1977/78         | Ajax            | Nederland       | Eredivisie      | 0          | 0          | 0     | 0     | 0              | 0              | 0      | 0      | 0      | 0      |
| 1978/79         | Ajax            | Nederland       | Eredivisie      | 0          | 0          | 0     | 0     | 0              | 0              | 0      | 0      | 0      | 0      |
| 1979/80         | Ajax            | Nederland       | Eredivisie      | 0          | 0          | 0     | 0     | 0              | 0              | 0      | 0      | 0      | 0      |
| 1979/80         | → PEC Zwolle    | Nederland       | Eredivisie      | 23         | 6          | –     | 3     | 0              | 0              | 0      | 0      | 23     | 9      |
| 1980/81         | PEC Zwolle      | Nederland       | Eredivisie      | 34         | 13         | 4     | 3     | 0              | 0              | 0      | 0      | 38     | 16     |
| 1981/82         | PEC Zwolle      | Nederland       | Eredivisie      | 31         | 9          | –     | 0     | 0              | 0              | 0      | 0      | 31     | 9      |
| 1982/83         | PEC Zwolle '82  | Nederland       | Eredivisie      | 28         | 5          | 1     | 0     | 0              | 0              | 0      | 0      | 29     | 5      |
| 1983/84         | PEC Zwolle '82  | Nederland       | Eredivisie      | 4          | 2          | –     | 0     | 0              | 0              | 0      | 0      | 4      | 2      |
| 1984/85         | PEC Zwolle '82  | Nederland       | Eredivisie      | 16         | 7          | –     | 0     | 0              | 0              | 0      | 0      | 16     | 7      |
| 1985/86         | PEC Zwolle '82  | Nederland       | Eerste divisie  | 30         | 8          | –     | 1     | 0              | 0              | 0      | 0      | 30     | 9      |
| 1986/87         | PEC Zwolle '82  | Nederland       | Eredivisie      | 4          | 0          | 0     | 0     | 0              | 0              | 0      | 0      | 4      | 0      |
| 1986/87         | AZ              | Nederland       | Eredivisie      | 25         | 1          | 0     | 0     | 0              | 0              | 0      | 0      | 25     | 1      |
| 1987/88         | AZ              | Nederland       | Eredivisie      | 26         | 4          | 0     | 0     | 0              | 0              | 0      | 0      | 26     | 4      |
| Carrière totaal | Carrière totaal | Carrière totaal | Carrière totaal | 221        | 55         | 9     | 7     | 0              | 0              | 0      | 0      | 230    | 62     |

## Erelijst

### MetPEC Zwolle
| Competitie     | Winnaar | Winnaar | Runner-up | Runner-up |
| Competitie     | Aantal  | Jaren   | Aantal    | Jaren     |
| -------------- | ------- | ------- | --------- | --------- |
| Nationaal      |         |         |           |           |
| Eerste Divisie | –       | –       | 1x        | 1985/86   |